# Faggen
Ne doit pas être confondu avec Fagen.
Faggen est une commune autrichienne du district de Landeck dans le Tyrol.